# نيو هامبتون (نيوهامشير)
نيو هامبتون (بالإنجليزية: New Hampton, New Hampshire)‏ هي بلدة أمريكية تقع في الولايات المتحدة في مقاطعة بلكناب. يقدر عدد سكانها بـ 2,165 نسمة ومساحتها 99.1 كم2وترتفع عن سطح البحر 160 متر.

## معرض صور

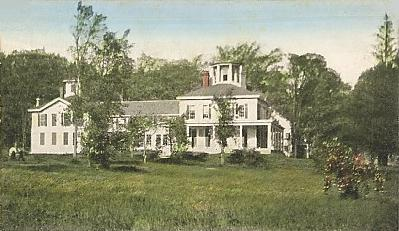
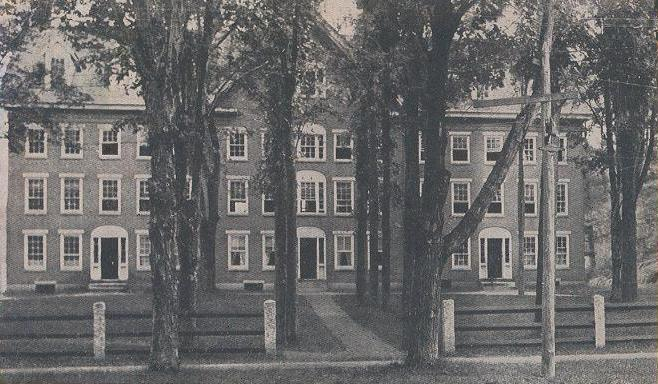
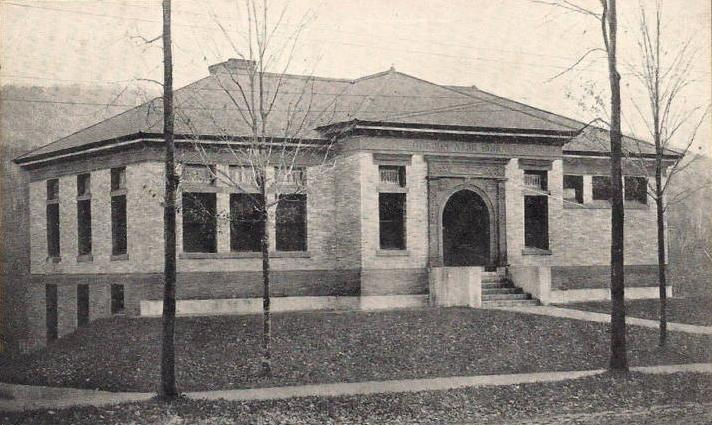
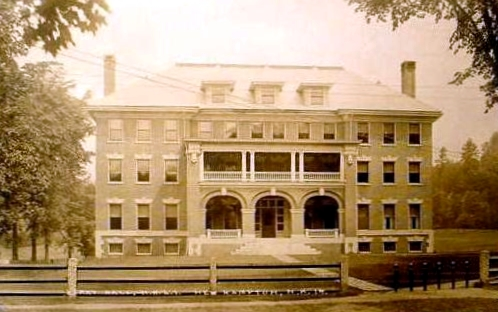

## أعلام
- أوليفر بليك
- جورج إدوين سميث
- بنجامين فرانكلين كيلي